# Planorbulinella
Planorbulinella es un género de foraminífero bentónico de la subfamilia Planorbulininae, de la familia Planorbulinidae, de la superfamilia Planorbulinoidea, del suborden Rotaliina y del orden Rotaliida. Su especie tipo es Planorbulina vulgaris var. larvata. Su rango cronoestratigráfico abarca desde el Eoceno hasta la Actualidad.

## Clasificación
Planorbulinella incluye a las siguientes especies:
- Planorbulinella adamsi
- Planorbulinella astriki
- Planorbulinella cojinarensis
- Planorbulinella cretae
- Planorbulinella dordoniensis
- Planorbulinella elatensis
- Planorbulinella guayabalensis
- Planorbulinella johannae
- Planorbulinella khairabadensis
- Planorbulinella larvata
- Planorbulinella lunti
- Planorbulinella nammalensis
- Planorbulinella perforata
- Planorbulinella plana
- Planorbulinella rokae
- Planorbulinella solida
- Planorbulinella trinitatensis
- Planorbulinella zelandica

Otra especie considerada en Planorbulinella es:
- Planorbulinella sublarvata, aceptado como Miniacina sublarvata